# 飞翔的荷兰人

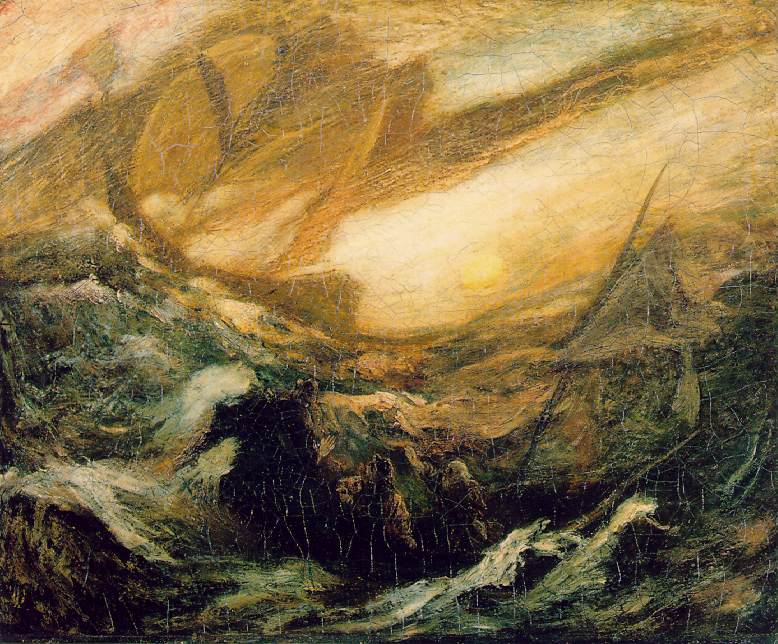
阿爾伯特·平克漢姆·萊德绘制的“飞翔的荷兰人”

飞翔的荷兰人（英語：。又译作漂泊的荷蘭人、飛行的荷蘭人等），是传说中一艘永远无法返乡的幽灵船，注定在海上漂泊航行。飞翔的荷兰人通常在远距离被发现，有时还散发着幽灵般的光芒。最古老的传说版本源自18世纪晚期。在这个版本里，如果有其他船只向她打招呼，她的船员会试图托人向陆地上或早已死去的人送信。在海上传说中，与这艘幽灵船相遇在航海者看来是毁灭的征兆。在荷兰文裡是用來表示一種持續飛行的狀態，形容受詛的荷蘭人永遠飄流在海上，四處航行，卻始終無法靠岸的悲慘宿命。

## 起源
关于飞翔的荷兰人的故事在航海传说中有很多个版本，与之相关的是福肯伯格船长（Captain Falkenburg）的中世纪传奇故事，他以自己的灵魂为赌注与魔鬼掷骰子，被诅咒在北海不停往返直到审判日。
飞翔的荷兰人第一次在书中被提到是在乔治·巴林顿《Voyage to Botany Bay》（1795年）一书的第6章：
译文：我对海员崇敬幻影的迷信常有耳闻，但从未对这类记录给予太多信任。据传一艘荷兰军舰在好望角之外失事，船上无人生还。同行的船只经受住了暴风，随后抵达好望角。整修后返回欧洲的途中，他们在相同的纬度遭到猛烈的暴风雨的袭击。值夜的一些水手看到，或者在想象中看到，一艘船满帆向他们驶来，仿佛要将他们撞沉：一名水手尤其确定这正是在前一场暴风中沉没的船，或者是她的幻影。但暴风雨稍停的时候，黑云似的船就消失了。幻影在海员心里挥之不去，等船靠岸，故事也就像野火般在人中传开了，幻影也被称作飞翔的荷兰人。

根据一些来源，这艘幽灵船的船长原型是17世纪的荷兰船长伯纳德·福克（Bernard Fokke）。福克因从荷兰到爪哇航行的离奇神速而出名，当时的人因而怀疑他与魔鬼为伍以达到如此的速度。
对飞翔的荷兰人的第一次详细的描述应该是布莱克伍德杂志（Blackwood's Magazine）1821年五月刊上的一篇文章。事件发生的地点是好望角：
译文：她是一艘阿姆斯特丹船，于70年前起航。她的主人是亨德里克·范德戴肯（Hendrik van der Decken）船长。他是一个坚定可靠的海员，就算与魔鬼为敌也会按自己的意见行事。从来没有哪个他手下的船员有任何抱怨，虽然船上的具体情形外人无从知晓。故事是这样：在好望角转弯的时候他们正试图在恶劣天气中通过桌灣。然而，风越来越大，不断的向船冲击，范德戴肯在甲板上咒骂大风。日落稍后，一艘经过的船问他是否不打算当晚入港，范德戴肯回答“如果我进港，就让我永世受诅咒，因为我将在此迎风航行直至审判日。”他确实一直没有进港，人们相信他仍在海面上大风中航行，每次有人遇到这艘船，她都有恶劣的天气相伴。
19到20世纪之间在外海上有很多起对“飞翔的荷兰人”的目击事件。還是王子時的英王乔治五世的目击是最著名的几次之一。1880年，在他十五岁时，他与兄长威尔士亲王阿尔伯特·维克多一起正由辅导老师达尔顿（John Neale Dalton）陪伴，乘4000吨的轻巡洋舰巴坎堤号（HMS Bacchante），进行为期三年的航行。在澳大利亚悉尼和墨尔本之间海面上，达尔顿写到：
 译文：在早晨4点“飞翔的荷兰人”出现在我们的船首方向。它像幻影般发着红色的光，照亮了200码以外双桅船的桅杆和船帆。她从船首左侧靠近时，在舰桥上值班的军官和后甲板上的见习军官显然都看到了她。见习军官立刻被派往前甲板，但到达时她在附近出现过的痕迹已经消失的无影无踪了，连在地平线上都找不到她的任何踪迹。10点45分，早先发现飞翔的荷兰人的海员从前桅中部顶横桁坠落到前甲板上，摔得粉身碎骨。

## 相关文学艺术作品
由飞翔的荷兰人的故事写成的情节剧有爱德华·菲茨堡（Edward Fitzball）1826年的《飞翔的荷兰人》和1839年弗里德里克·马里亚特（Frederick Marryat）的《幽灵船》，该剧接下来被荷兰教士A.H.C. Römer改编为《飞翔的船》。

### 瓦格纳的歌剧
理查德·瓦格纳1843年的著名歌剧《漂泊的荷蘭人》（又译《飞翔的荷兰人》）的起源相对错综复杂一些。它看来是由海涅1833年的讽刺小说《史纳贝勒渥普斯基先生传》改编而成。小说中一个角色参加剧场“飞翔的荷兰人”的演出。这出虚构的演出似乎由菲茨堡的剧本改变而来，海涅有可能是在伦敦时观看了菲兹堡一剧的演出。然而，海涅小说中的虚构演出把飞翔的荷兰人的出现地点安排在了北海苏格兰外海面，而不是菲兹堡剧中的好望角。瓦格纳的歌剧也选取了北海为地点，只是具体位置是挪威海岸。
另一部作品是1855年华盛顿·欧文的《塔潘海上飞翔的荷兰人》。

### “荷兰人”的船长
船长在马里亚特剧中名为“范·德·戴肯”（意为“甲板的”），在欧文剧中则名为“Ramhout van Dam”。
多数版本中，船长拒绝在暴风中退却，坚持即便到审判日也要绕过好望角。其他的版本中，船上发生了严重的鼠疫并因此被拒绝在任何港口停泊，致使该船和船员注定要永远航行，无法靠港。
在马里亚特的版本中，船长范·德·戴肯的故乡是荷兰的特尔纽森（Terneuzen）。
在菲茨堡剧中，船长每一百年能够上岸一次，寻找一个女人来分享他的命运。在瓦格纳的歌剧中，间隔则是每7年一次。

### 现代文化中的使用

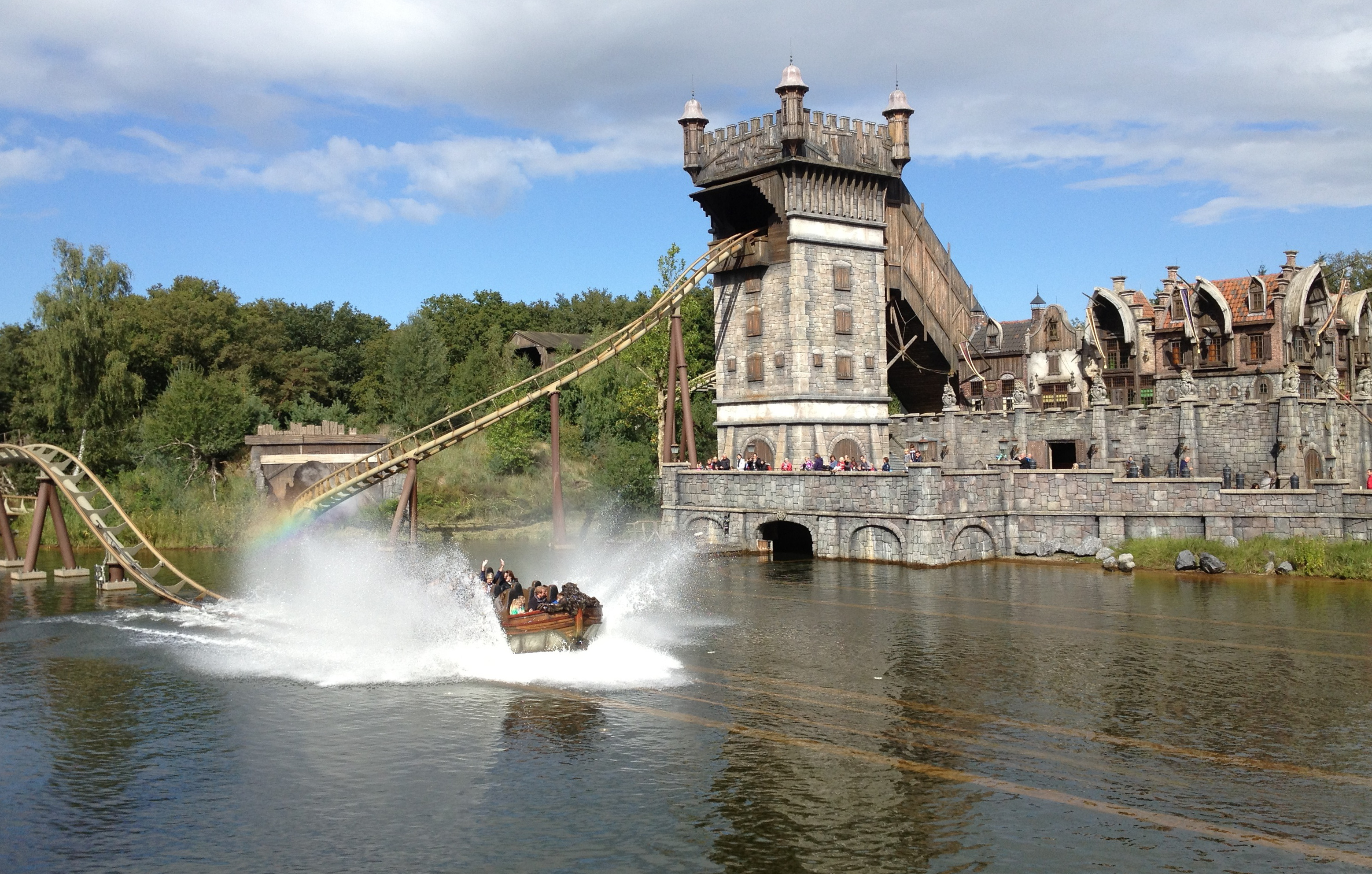
飞翔的荷兰人 (Vliegende hollander)，艾夫特琳，荷兰

- 荷兰皇家航空的每架飞机尾部都有“The Flying Dutchman”（飞翔的荷兰人）字样
- 飞翔的荷兰人是宾西法尼亚州安维尔（Annville）黎巴嫩谷学院（Lebanon Valley College）的吉祥物。
- 生於1874年的美國大聯盟棒球名人堂游擊手何那斯·華格納，因為其出色的防守與德國血統，被暱稱為飛翔的荷蘭人。
- 1951年，米高梅出品了电影《潘多拉和飞翔的荷兰人》。
- 1959年，电视诗歌《边缘地带》中的几集由飞翔的荷兰人的故事改编而成，尤其是“死亡之船”，“到达”和“审判之夜”等几集。
- 连续剧“失落之地”（Land of the Lost）1976年中的一集名叫“飞翔的荷兰人”，以该船和其船长为主题。
- 1991年，汤姆·霍尔特的书《飞翔的荷兰人》是该故事的喜剧-幻想版本。
- 另一本书是2001年布赖恩·雅克的儿童幻想小说《飞翔的荷兰人的漂流者》，以及两部续集《天使的命令》和《奴隶的航行》。
- 2004年，開始連載的日本漫畫《SOUL EATER噬魂者》中的第十三話《黑龍》，以幽靈船及船上的"徘徊的荷蘭人"為主角的敵人，是為收集善良靈魂的惡靈。
- 2006年，飞翔的荷兰人的故事被用于《加勒比海盗》系列电影中，船员受诅咒渐渐变化成海洋生物，船长戴维·琼斯（Davy Jones）是影片中的主要反派之一，因与海洋女神卡吕普索之间的感情纠葛与背叛而招致诅咒。
- 2007年，雲霄飛車荷兰船只‘漂泊的荷兰人’，艾夫特琳。
- 2010年，日本漫畫《ONE PIECE》中的第六百零六話，草帽一夥在通住魚人島之時進入深海範圍，在7000米的深海中與飞天荷兰人號相遇，初代船長名字是范德·戴肯。故事中的飛行荷蘭人並不是沉沒海底，而是到達魚人島並在當地長期定居，現任船長真正身分為范德·戴肯九世的海賊。
- 2016年，電視剧《殭》里漂泊的荷蘭人穿越到過去尋找尋找殭屍病毒解藥而失联的同事，認識了一位女殭屍。後來在返回未來的途中遇上了時空風暴，永遠困在蟲洞裡，而只能靠投射影像到各個地方，因此有「每10年上岸一次」的傳說。
- 在美國電視動畫海綿寶寶中登場的角色：飛行荷蘭人（Flying Dutchman），年齡6000歲，是一隻在海底遊走的荷蘭籍幽靈，在動畫中曾提及，死後屍體被當作展示架，心生怨恨而變成幽靈，也喜歡嚇人。经常作为幽灵出现。

### 艺术与音乐
- 阿尔伯特·赖德尔绘制的“飞翔的荷兰人”在美国华盛顿史密森尼博物馆（Smithsonian American Art Museum）展出。另一幅作品是由以绘制海盗见长的霍华德·派尔（Howard Pyle）绘制。
- 日本彩虹乐团的歌手HYDE录制了一首以飞翔的荷兰人的故事为题的歌，名叫《THE CAPE OF STORMS》，后来成为电影《下弦之月》的主题曲。
- 英国乐队杰叟罗图（Jethro Tull）1979年发行的专辑《风暴警告》（Stormwatch）中有一首歌名叫飞翔的荷兰人。